# Robert Yeoman
Robert David Yeoman (Erie, 10 marzo 1951) è un direttore della fotografia e regista statunitense, membro della American Society of Cinematographers e assiduo collaboratore del regista Wes Anderson.

## Biografia
Nato a Erie in Pennsylvania, trascorse la sua infanzia nei quartieri periferici a nord di Chicago. Si è laureato in lettere all'università Duke nel 1973, e ha poi conseguito un master in belle arti dalla University of Southern California alla scuola delle arti cinematografiche nel 1979.
Il suo primo lavoro sul set fu svolto come direttore in seconda della fotografia di Vivere e morire a Los Angeles, regia di William Friedkin nel 1986. Si occupa di molti film indipendenti, inclusi Drugstore Cowboy del 1989 di Gus Van Sant - per il quale vince l'Independent Spirit Award per la miglior fotografia nel 1990 - Il calamaro e la balena di Noah Baumbach e CQ di Roman Coppola. Ha partecipato ad ogni live action di Wes Anderson, inclusi Un colpo da dilettanti, Rushmore e I Tenenbaum, Le avventure acquatiche di Steve Zissou, Hotel Chevalier e Il treno per il Darjeeling.

## Filmografia

### Cinema
- Hero, regia di Alexandre Rockwell (1983)
- Wang Chung: To Live and Die in LA, regia di William Friedkin (1985) - cortometraggio
- Assassino senza colpa? (Rampage), regia di William Friedkin (1987)
- La grande promessa (Johnny Be Good), regia di Bud S. Smith (1988)
- Sbirri oltre la vita (Dead Heat), regia di Mark Goldblatt (1988)
- Rented Lips, regia di Robert Downey Sr. (1988)
- Drugstore Cowboy, regia di Gus Van Sant (1989)
- Il piccolo grande mago dei videogames (The Wizard), regia di Todd Holland (1989)
- Too Much Sun, regia di Robert Downey Sr. (1990)
- Kid - Ritorno all'inferno (Kid), regia di John Mark Robinson (1990)
- The Linguini Incident, regia di Richard Shepard (1991)
- Le mani della notte (Past Midnight), regia di Jan Eliasberg (1991)
- The Paint Job, regia di Michael Taav (1993)
- Somebody to Love - Qualcuno da amare (Somebody to Love), regia di Alexandre Rockwell (1994)
- Coldblooded, regia di Wallace Wolodarsky (1995)
- Un colpo da dilettanti (Bottle Rocket), regia di Wes Anderson (1996)
- Il colore del fuoco (The Substance of Fire), regia di Daniel J. Sullivan (1996)
- White Lies, regia di Ken Selden (1997)
- Hard Night (Permanent Midnight), regia di David Veloz (1998)
- Rushmore, regia di Wes Anderson (1998)
- Dogma, regia di Kevin Smith (1999)
- Pazzo di te! (Down to You), regia di Kris Isacsson (2000)
- Beautiful - Una vita da miss (Beautiful), regia di Sally Field (2000)
- Double Whammy, regia di Tom DiCillo (2001)
- CQ, regia di Roman Coppola (2001)
- I Tenenbaum (The Royal Tenenbaums), regia di Wes Anderson (2001)
- Le avventure acquatiche di Steve Zissou (The Life Aquatic with Steve Zissou), regia di Wes Anderson (2004)
- Il calamaro e la balena (The Squid and the Whale), regia di Noah Baumbach (2005)
- Red Eye, regia di Wes Craven (2005)
- Il treno per il Darjeeling (The Darjeeling Limited), regia di Wes Anderson (2007)
- Hotel Chevalier, regia di Wes Anderson (2007) - cortometraggio
- Martian Child - Un bambino da amare (Martian Child), regia di Menno Meyjes (2007)
- Manolete, regia di Menno Meyjes (2008)
- Una parola può cambiare tutto - Yes Man (Yes Man), regia di Peyton Reed (2008)
- Whip It, regia di Drew Barrymore (2009)
- In viaggio con una rock star (Get Him to the Greek), regia di Nicholas Stoller (2010)
- Le amiche della sposa (Bridesmaids), regia di Paul Feig (2011)
- Moonrise Kingdom - Una fuga d'amore (Moonrise Kingdom), regia di Wes Anderson (2012)
- Grand Budapest Hotel (The Grand Budapest Hotel), regia di Wes Anderson (2014)
- Love & Mercy, regia di Bill Pohlad (2014)
- Spy, regia di Paul Feig (2015)
- Ghostbusters, regia di Paul Feig (2016)
- Mamma Mia! Ci risiamo (Mamma Mia! Here We Go Again), regia di Ol Parker (2018)
- The French Dispatch of the Liberty, Kansas Evening Sun, regia di Wes Anderson (2021)
- Asteroid City, regia di Wes Anderson (2023)
- La meravigliosa storia di Henry Sugar (The Wonderful Story of Henry Sugar), regia di Wes Anderson (2023) - cortometraggio
- Il derattizzatore (The Rat Catcher), regia di Wes Anderson (2023) - cortometraggio
- Veleno (Poison), regia di Wes Anderson (2023) - cortometraggio

### Televisione
- C.A.T. Squad, regia di William Friedkin (1986)
- Perfetta armonia (Perfect Harmony), regia di Will Mackenzie (1991)
- Double Deception, regia di Jan Egleson (1993)